# Elk Park
Elk Park és una població dels Estats Units a l'estat de Carolina del Nord. Segons el cens del 2000 tenia 459 habitants.

## Demografia
Segons el cens del 2000, Elk Park tenia 459 habitants, 205 habitatges i 125 famílies. La densitat de població era de 253,2 habitants per km².
Dels 205 habitatges en un 31,2% hi vivien nens de menys de 18 anys, en un 44,4% hi vivien parelles casades, en un 13,2% dones solteres, i en un 39% no eren unitats familiars. En el 35,1% dels habitatges hi vivien persones soles el 14,6% de les quals corresponia a persones de 65 anys o més que vivien soles. El nombre mitjà de persones vivint en cada habitatge era de 2,24 i el nombre mitjà de persones que vivien en cada família era de 2,91.
Per edats la població es repartia de la següent manera: un 23,7% tenia menys de 18 anys, un 8,9% entre 18 i 24, un 28,5% entre 25 i 44, un 23,7% de 45 a 60 i un 15% 65 anys o més.
L'edat mediana era de 38 anys. Per cada 100 dones de 18 o més anys hi havia 94,4 homes.
La renda mediana per habitatge era de 20.769 $ i la renda mediana per família de 27.500 $. Els homes tenien una renda mediana de 26.000 $ mentre que les dones 15.750 $. La renda per capita de la població era de 13.486 $. Entorn del 15,6% de les famílies i el 20% de la població estaven per davall del llindar de pobresa.

## Poblacions més properes
El següent diagrama mostra les poblacions més properes.